# らくがきっず
『らくがきっず』 (RAKUGAKIDS) はコナミ（現・コナミデジタルエンタテインメント）より1998年7月23日に発売されたNINTENDO 64用対戦型格闘ゲーム。開発はコナミコンピュータエンタテインメント神戸。

## 概要
Twinkle Townの子供たちが「魔法のクレヨン」で描いたらくがきを使用し対戦する。クレヨンで描かれたような絵がコミカルに動き回る。NINTENDO64用ソフトでは数少ない2D格闘ゲームで、『ストリートファイター』シリーズの影響を受けているのか、コマンドやシステムが似通っている。
ゲームデータのセーブにはNINTENDO64専用コントローラパックを必要とし、タイムリリースによって様々な要素が解禁されていく。

## ストーリー
夏休み。Twinkle Townに住むアンディは、同じ仲良しグループ「Twinkles」のメンバーのDDJ、ジェリー、ロイ、ノーラ、クリオネらと共に6人で古代遺跡の洞窟探検に出かけ、そこで8本のフシギなクレヨンを発見する。彼らはクレヨンを1本ずつ分けあったが、残った2本のクレヨンをジェリーの兄でいじめっ子のバルに箱ごと取り上げられてしまう。
奪ったクレヨンを使ってバルが街の看板にらくがきをしてみると、なんと描いたらくがきが飛び出してバルと共に悪さをしようと唆し、驚いたバルはクレヨンを1本なくしてしまった。翌日、そのマントを付けたらくがきマメゾが街のあちこちに現れていたずらを始め、大騒ぎになる。Twinklesのメンバー達はその原因がバルであることを突き止め、自分たちの持つクレヨンにも魔法の力が宿っていることを知り、バルとマメゾの悪巧みを止めるためにそれぞれ思い描いた正義のヒーローを描き始めた。
同じ頃、子供たちの話を立ち聞きしていた暴走族のゲオルグが古代遺跡のクレヨンの秘密を知り、拾った最後のクレヨンで悪事を企もうとしていた。

## 登場キャラクター
子供たちが描いた「らくがき」たちが戦うという設定となっているため、試合中の名前・顔表示や勝利画面で登場する姿はそのらくがきを描いた人のものになる。
アストロノッツ
アンディ・ホーキングが描いたらくがき。宇宙飛行士をイメージしている。
キャプテン・キャット・キット
DDJ（ディディジェイ）が描いたらくがき。バンダナに大き目のシャツ、大き目のズボンといったラッパーのような姿をした小さなネコ。
マーサ
ノーラ・バルーンが描いたらくがき。にわとりを模した帽子をかぶった魔女の少女。ハイジャンプの高さがほかのキャラに比べ高く滞空時間も長い。
ロボット C.H.O.
ジェリー・マーフィーが描いたらくがき。冷蔵庫に手足が生えたような形をしたロボット。移動速度は遅いが攻撃力が高い。
ベアタンク
クリオネ・セブンブリッジが描いたらくがき。頭と背に砲塔がついたクマの人形のような姿をしている。
後に、同社が開発した他のゲームにも多数ゲスト出演している。
クールス・ロイ
ロイ・セブンブリッジが描いたらくがき。西部劇に出てくる保安官のような姿をしている。
マメゾ
いじめっ子のバル・マーフィーがグミキャンディの看板に描いたらくがき。手足が長く、道化のような姿をしている。本作での中ボス扱い。
イヌゾ
バル・マーフィーの飼い犬マッドガスが描いたらくがき。姿や基本性能はマメゾとほとんど変わらないが、移動時は犬のように四つんばいで歩き、マメゾに比べて舌が長い。ノーコンティニューでダークネスを倒すと出現する隠しボス的な立ち位置で、タイムリリースにより隠しコマンドでプレイヤーキャラクターとして使用できる。
ダークネス
悪名高き暴走族「ブラッディウルフ」のゲオルグが描いたらくがき。犬のお化けのような姿をしている。本作での最終ボス扱いで、タイムリリースによりプレイヤーキャラクターとして使用できる。

## 関連作品
beatmania GB （1999年・ゲームボーイ）
本作のタイトルテーマBGMのアレンジ曲「Theme of RAKUGAKIDS（らくがきブラボー）」（ジャンル名：rakugakids）が収録され、楽曲プレイ中のムービーに本作のキャラクター達も登場している。
ゴエモン もののけ双六 （1999年・NINTENDO 64）
レア度SSランクの激レアもののけとしてイヌゾ以外のキャラクターが登場する。全てレア度「SS」であり、手に入る確率はいずれも500分の1である他、パスワードによる入手も可能。ゲーム上ではキャラクターの名前に文字数制限がある他、すべてひらがな表記になっており、「あすとろのっつ」「きゃっと」「まあさ」「ろぼっと」「べあたんく」「くーるす」「まめぞ」「だあくねす」として登場している。
特に、あすとろのっつは召喚すると強さが全て最強味方もののけと同じになるという非常に強力な特殊能力を持っている。
pop'n music GB （2000年・ゲームボーイカラー）
本作のイヌゾステージBGMのアレンジ曲「HOLIDAY」（ジャンル名：ラクガキッズ）が収録され、楽曲の担当キャラクターとしてベアタンクも登場。
pop'n music 10 （2003年・アーケード、2004年・PlayStation 2）
上記「HOLIDAY」がさらにアレンジを施されて登場（中村康三によるセルフアレンジ）。ベアタンクも新たに描き直され、プレイヤーキャラクターとして使うこともできる。楽曲のアレンジとベアタンクのアニメは、GB版よりも原作寄りに近づけたものとなっている。また、背景画像にベアタンク以外のキャラクターも描かれている。
なお、この楽曲とベアタンクはAC版では『11』以降の作品でも継続して収録、PS2版では『11』にも再録されている。
コナミワイワイレーシングアドバンス （2001年・ゲームボーイアドバンス）
隠しレーサーとしてベアタンクが登場。
悪魔城ドラキュラ Circle of the Moon （2001年・ゲームボーイアドバンス）
主人公ネイサンが裏技でベアタンクに変身できる。攻撃力と防御力が低く、敵の攻撃を受けると即死となる。

## 関連CD
KONAMI GAME MUSIC NOW 1999 （1999年4月16日発売、キングレコード）
コナミのゲームミュージックを集めたオムニバスアルバム。『らくがきっず』からは「らくがきブラボー」「DOODA'76」「ハイ！ハイ！ハイ！」「シーサイド・アルペジオ〜ブラザー」の4曲を収録。
なお、本作のBGMは中村康三、冨田朋也、木村雅彦の3名が担当している。